# シミズリエ
シミズ リエ（Shimizu Rie、本名：清水理絵、1977年11月5日 - ）は、神奈川県横浜市戸塚区出身のシンガーソングライター。愛称はしみりえ。

## 略歴
2004年、音楽活動をスタート。

## ディスコグラフィ

### アルバム
- 1stミニアルバム『うたの実』（2005年7月20日）
- 1stフルアルバム『ありふれた恋のおわりに』（2007年4月4日）
- 2ndミニアルバム『はじまりの日』（2011年5月21日）
- 3rdミニアルバム『何が本当かわからないこの世界で』（2017年11月5日）

### オムニバス
- オムニバスアルバム『START LINE』（2006年8月8日）
  - シミズリエ「冷蔵庫」を収録（「好き」の改題）。
- オムニバスシングル「CUORE」（2007年11月14日）
  - ひうらまさこ・坪坂茜らとの共作シングル。シミズリエ「プラネタリウム」を収録。

### 自主制作
- シミズリエ（2004年11月）
  - 3曲入りCD-R
- Sample CD (Demo CD)
- はなうたまじり♪ （笹生実久／シミズリエ）（2007年6月3日）
  - 2007年6月3日に行われた“はなうたまじり♪”（シミズリエ＆笹生実久ツーマンライブ）での当日限定のCD-R。特製缶バッジ付きで1,000円で販売。
- はなうたまじり：シミズリエ edition （2007年6月17日）
  - 2007年6月17日に大阪のCDストア、ストークマイティで行われたインストアライブ時のみの限定販売。CD-Rにて2曲入り500円。上記の2007年6月3日に限定発売された「はなうたまじり♪」とはC/Wが異なる。

### 未発表曲
- 青空
- addiction
- 甘いミルク
- It's my life
- ウサギ

- anytime anywhere
- Skies are blue...
- ソラミミマボロシ
- 回転
- 大切な
- 夏
- 名前

- heart
- 初恋
- HAPPY
- 左手
- ひかり
- ひまわり

- プロポーズ
- ほんとのココロ
- 胸騒ぎ
- 持たざる者の愛のうた

## ライブ

### 2004年
- @ 横浜 7th AVENUE (2004/4/10)
共演：Zombie Eat Panda, -LOOZ-, the LAST, Black Desperado, ノーティーボーイズ
バンド形体での初ライブ

- @ 赤坂MOVE (2004/7/3)

- @ 横浜 7th AVENUE(2004/7/17)
共演：DRAGON FLY, Joyride, glad

- @ 渋谷多作 (2004/8/)
弾き語りでの初ライブ

- @ 横浜 7th AVENUE(2004/9/12)
共演：The ReMIX, Joyride

- 六角橋商店街ヤミ市出張ライブvol.6 @ 横浜Acoustic Live Bar GEN (2004/11/16)
共演：T・I、WINNIE with Wonder Boys, WINNIE, 安田尚弘

- @ 横浜横浜Acoustic Live Bar GEN (2004/11/2)

- @ 横浜 7th AVENUE (2004/11/20)
共演：4megadom, Joyride

- 弦調 ～げんちょう～［第一弦：冬の華］@ 渋谷7th FLOOR (2004/12/4)
共演：平林里紗, 藤田大吾, タケイタケル, 篠原りか

- @ 渋谷SPUMA (2004/12/17)
共演：166.6
曲順：1.うさぎ 2.あいまい 3.グレープフルーツムーン 4.ため息 5.Stay with me

### 2005年
- 新月の夜 @ 青山月見ル君想フ (2005/1/11)
共演：洋詩, マサコ, naan, 他

- @ 自由が丘LaMandA (2005/1/12)
共演：Tiny sun, bisq

- @ デオシティ新座 (2005/1/29)
曲順：1stステージ 1.春 2.HAPPY 3.さよなら 4.グレープフルーツ 5.ため息 6.Stay with me 2ndステージ 不明

- オーディションライブ @ 亀戸サンストリート(2005/2/6)
共演：嶽アヤナ, MATTARI, いわさききょうこ, ダニエル, さくらこ, 川上タカユキ, 王子兄弟, はらいそ

- オンナノキモチ @ 横浜 7th AVENUE (2005/2/9)
共演：ZEAL, Spread the Wings, Trash QT Queen, ラージライス

- LOVEMARCH @ 渋谷多作 (2005/3/2)
共演：玉城ちはる, ありましの

- @ 横浜 7th AVENUE (2005/3/23)
曲順：1.回転 2.「好き」 3.さよなら 4.左手 5.グレープフルーツ 6.天気雨

- @ 横浜Acoustic Live Bar GEN (2005/4/2)

1.春 2.さよなら 3.ため息 4.ウサギ 5.Stay with me 6.天気雨 7.回転 8.「好き」 9.グレープフルーツ 10.左手
EN-1.あいまい EN-2.Happy
- office YAMAZAKI presents とっておきのボーカリストたち ～わくわくお花見編～ @ 四谷天窓 (2005/4/7)
出演：エル・サント, まんまる, Ceol, ZEAL, 高坂明宏

- 弦調 ～Songs on the Strings～ [第4弦：春ノ宵] 御茶ノ水KAKADO (2005/4/9)
出演：alcaffe, タケイタケル, Lyrical Point

- Acoustic Cafe @ 川崎セルビアンナイト (2005/4/17)
出演：メイトリアーク, 藤原奈津美, 後藤かな, tampalon

- @ 横浜GAUCHO (2005/4/24)

- 横浜小町vol.8 @ 新横浜BELL'S (2005/4/29)
共演：戸城佳南江, ひよこ豆, MiyuMiyu, いきものがかり, SEA EXPRESS
曲順：1.さよなら 2.あいまい 3.addiction 4.ため息 5.胸騒ぎ 6.Stay with me

- 水曜日のうた会 @ 自由が丘LAMANDA (2005/5/25)
出演：松田俊介, 川合辰弥, 柿沼孝弘

- 歌娘 @ 渋谷PLUG (2005/5/)
後々続いていく主催イベント「歌娘」シリーズの第1弾

- @ 渋谷SPUMA (2005/6/5)
出演：中澤真由, 姫野アキラ

- 水曜日のうた会 @ 自由が丘LAMANDA (2005/6/22)
出演：伊藤久美子, マサコ, ヤカマキコ, 木下詩野

- @ 渋谷SPUMA (2005/6/27)
出演：ありましの
曲順：ウサギ さよなら 他 セッション 優しい雨(鈴木祥子のカバー)

- @ 代官山NOMAD (2006/7/23)
出演：Tiny sun, つだみさこ, マサコ(かのんぷ♪), 坂野隆志, 青葉ユウゴ, I'Fyth, まえじまゆうすけ

- 大強運 @ 四谷天窓 (2005/7/24)
出演：神山みさ, ヒグチマキコ, nami, マサコ, 後藤冬樹, 川端深雪
四谷天窓と四谷天窓.comfortによる合同オールナイトイベント。天窓の部の前半戦にシミズリエが出演。深夜の部では、神山みさ+nami+シミズリエによるM-2「み!!!」と、シミズリエ+マサコによるM-10「睡眠響同体」を披露。

- piano de bogaloo vol.1 @ 代々木Bogaloo (2005/8/3)
出演：大岡舞, みたあきこ, 近藤真里亜

- 歌娘vol.2 夏歌娘！ @ 渋谷SPUMA (2005/8/7)
出演：ありましの, 鈴木友美, PYON

- PEACE PEACE VOX @ 渋谷多作 (2005/8/15)
出演：荒木恵輔, 大柴広己, 森澤雅

- Female Vocal Night @ 原宿RUIDO(2005/8/22)
出演：Hikaru, 中島聖恵, 茶飲み友達, NOVIA, ホワイトガーデン, 1st Ave. Sportans, 飯塚絵理, 右藤綾子

- マリンライブ @ 不明 (2005/8/27)
出演：アコジィ, 信保陽子, 戸城佳南江

- @横浜CLUB24 (2005/9/14)
出演：ヒューマンロスト, キッチンゴリラ, Rouse Garden, ハニーレコード

- Serbian Night 1st Anniversary -LINK YOUR MIND Special- @ 川崎セルビアンナイト (2005/9/23)
出演：奥野敦士(ex.ROUGE), 加藤直樹, ammonite

- @ 渋谷SPUMA (2005/10/6)
出演：岡野やす子

- Una Voce vol.5 @ 下北沢440 (2005/10/27)
共演：［ma］, つれづれ食堂

- @ 代官山NOMAD (2005/10/29)
共演：小川まき, 肥田野智美, 入日茜

- 歌娘vol.3 ～Piano Night～ @ 渋谷SPUMA (2005/11/)

- @ 渋谷多作 (2005/11/21)
共演：いいくぼさおり, 青葉ユウゴ, 宮原永海, レバ

- 神山みさpresents『Happy People GIG vol.5 ～月夜のパーティ～』 @ 新宿Motion (2005/11/23)
共演：神山みさ, 横山大輔, Piece, 宇野恵子

- W♀man's C♀lor(ウーマンズカラー) @ 専門学校ESPミュージカルアカデミー (2005/12/1)

- フリーライブ @ サンストリート亀戸 マーケット広場 (2005/12/3)

- しみりえpresents うたの縁 @ 渋谷多作 (2005/12/15)
共演：鈴木友美, aluto, 後藤冬樹

### 2006年
- フリーライブ @ サンストリート亀戸 マーケット広場 (2006/1/8)
共演：黒葛原りつ
曲順：1.冬 2.anytime anywhere 3.ほんとのココロ 4.さよなら 5.Stay with me

- Sweet Soul Radio TOKYO Special ～新春艶姿'06～ @ 赤坂GRAFFITI (2006/1/6)
共演：入日茜, ありましの, ツムギメ

- シミズリエ＋笹生実久 ツーマンライブ “はなうたまじり♪” @ 目黒30000(thirty-thousand) (2006/1/14)

- フリーライブ @ ラ・フェット多摩 南大沢 (2006/1/28)

- シミズリエpresents 歌娘 Vol.4 愛☆歌娘 @ 渋谷SPUMA (2006/2/5)
共演：紅月ノリコ, 岡田淳, PYON
曲順：1.会いたいよ 2.新曲(タイトル未定) 3.ほんとのココロ 4.ウサギ 5.冬 6.stay with me セッション：All you need is love (ビートルズのカバー)

- 心のサプリメント。～ハッピーバレンタイン大作戦～ @ 赤坂GRAFFITI (2006/2/14)
共演：chami, 伊藤サチコ
曲順：1.あいまい 2.ため息 3.新曲 4.冬 5.春 6.HAPPY 7.大切な

- @ 下北沢BIG MOUTH (2006/2/20)
共演：愛子, saki, 松崎ナオ

- @ 下北沢mona records (2006/3/2)
共演：GRACE, LOVE laugh LEAF

- BEST ACOUSTIC ～LADY'S DINNER～ @ 吉祥寺曼荼羅 (2006/3/12)
共演：マサコ、山本さくら、杉原香代

- @ 下北沢BIG MOUTH (2006/3/25)
共演：OLё_OLё seat, タナコウ, 平尾由美, 畑崎大樹

- FEM:SYMPATHY @ 渋谷多作 (2006/3/28)
共演：藤ひろこ, 舟久保香織, 佐藤広海, 流線型テクノ

- aluto presents『泣き笑え 泣き唄え』 @ 渋谷SPUMA (2006/4/3)
共演：aluto MC：チョイチャック

- @ 代官山NOMAD (2006/4/8)
共演：マサコ, つだみさこ, 川崎萌

- 大森洋平 & シミズリエ ツーマン『LIVE ☆キセキ☆』 @ 江古田マーキー　(2006/4/22)

- ランチタイム・フリーライブ @ 東京サンケイビル メトロスクエアガーデン (2006/5/12)

- @ 渋谷7th Floor (2006/5/17)
共演：斉藤紗希子, ミゾグチリョーコ, おかのあや

- すいかずらの詩 @ 渋谷多作 (2006/5/21)
共演：藤田麻衣子, chi ja, chibi

- essence.12 @ 恵比寿switch (2006/6/6)
共演：宮良彩子, 西塚紗希

- 菊川智子プレゼンツライブイベント 和音 vol.1 ～君と手をつないだら～ @ 四谷天窓 (2006/7/6)
共演：菊川智子, masae(from 茶飲み友達), 柳田久美子, THREEP

- LIVE キラキラ☆ @ 江古田マーキー (2006/7/8)
共演：石野田奈津代 オープニングアクト：FSB(kanzy+五十嵐あい)

- 1周年記念イベント @ 代官山NOMAD (2006/7/23)
共演：坂野隆志, つだみさこ, 青葉ユウゴ, マサコ, Tiny

- シミズリエpresents 歌娘vol.5 夏歌娘 @ 渋谷SPUMA (2006/8/6)
共演：ありましの, 鈴木友美

- GRAFFITI 11th Anniversary ～心のサプリメント。～ @ 赤坂GRAFFITI (2006/8/11)
共演：入日茜, 拝郷メイコ

- 幸せの種 @ 渋谷多作 (2006/8/18)
共演：イダセイコ, ヒナタカコ, あべさとえと斉藤恵

- @ 下北沢BIG MOUTH (2006/8/28)
共演：芳賀哲哉, 函館くん, オラン

- 佐藤ひろこ企画イベント『春夏冬♪食堂』～あきない しょくどう～ @ 渋谷SPUMA (2006/9/4)

- LIVE RUN THE RUN vol.2 @ 江古田マーキー (2006/9/9)
共演：南乃梨子

- 藤田麻衣子『恋に落ちて』レコ発ライブ @ 代官山NOMAD (2006/9/10)
共演：鏡乃アヤ, ミゾグチリョーコ, 藤田麻衣子

- 木の下で秋萌える。2days @ 赤坂GRAFFITI (2006/9/18)
共演：川崎萌 with きのしたなおこ, 後藤冬樹

- @ 下北沢mona records (2006/9/21)
共演：松千, the Rocos, 笹生実久

- Live pocket GARDEN 2006 @ 東京サンケイビル メトロスクエア (2006/10/6)

- Lady Madonna ACT.20 @ 江古田マーキー (2006/10/22)
共演：拝郷メイコ, iyiyim

- ココロの琴線 #1 @ 赤坂GRAFFITI (2006/10/29)
共演：藤田麻衣子, 辻詩音, 新谷さや香＋KATSUMI

- シミズリエ presents 歌娘vol.6 ヨコハマ歌娘 @ 横浜THUMBS UP (2006/11/5)
共演：戸田和雅子, きのしたなおこ, 笹生実久
曲順：1.さよなら 2.あいまい 3.天気雨 4.泣きたいくらいに 5.ありふれた恋のおわり 6.冷蔵庫 セッション：One more time, One more chance (山崎まさよしのカバー) EN ため息

- 新宿Bar“b” (2006/11/23)

- しみりえpresents うたの縁 vol.2 @ 渋谷多作 (2006/12/17)
共演：ありましの, 渋沢力也, フジタカズキ

- @ 新宿Bar“b”(2006/12/21)

- 代官山NOMAD SPECIAL PRESENTS “Make rapid progress ～音ノ架ケ橋・次ヘノ架ケ橋” @ 渋谷GUILTY (2006/12/28)
共演：マサコ, Tiny sun, 佐野安圭里, Reebow & LTCB, Good☆mind

### 2007年
- Sweet Soul Radio TOKYO Special 3days ～新春艶姿'07～ @ 赤坂GRAFFITI (2007/1/6)
共演：中司雅美, R・2, 新谷さや香＋KATSUMI

- @ 新宿Bar“b” (2007/1/18)

- essence.23 @ 恵比寿天窓.switch (2007/2/1)
共演：かとうあすか, 大塚利恵

- 佐藤ひろこ企画！＜春夏冬♪食堂＞ @ 荻窪velvet sun (2007/2/10)
共演：佐藤ひろこ, 笹生実久

- @ 新宿Bar“b” (2007/2/16)

- SACT! BASIC @ 新宿SACT! (2007/3/9)
共演：川合辰弥, FOR, 高瀬“makoring”麻里子 with 後藤冬樹

- 渋谷ストリートライブ解放区 @ ヨシモト∞ホール (2007/3/24)
共演：紅葉～momiji～, V-STYLE

- Sweet Soul Radio TOKYO Vol.19 @ 赤坂GRAFFITI (2007/3/25)
共演：ハセガワミヤコ, 拝郷メイコ, ありましの

- essence.26 @ 恵比寿天窓.switch (2007/3/27)
共演：坂本麗衣, September, ヒナタカコ

- しみりえpresents 歌娘vol.7 お待たせ♪歌娘 ～レコ発ナイト☆～ @ 渋谷SPUMA (2007/4/1)
ゲスト：佐藤ひろこ, 妃野アキラ
曲順：1.ありふれた恋のおわり 2.ひかりの差してるほうへ 3.いつかすべて思い出になる 4.あいたいよ 5.春 6.泣きたいくらいに EN 天気雨

- フリーライブ @ ラ・フェット多摩 南大沢 (2007/4/7)

- フリーライブ @ サンストリート亀戸 (2007/4/14)
共演：千宝美

- FAB STYLE ～windy～ @ 表参道FAB (2007/4/19)
共演：樹海, 池上ケイ, ハナエリカ, Spirit

- EAST Meets WEST ～ニシカラキタウタウタイ～ @ 渋谷多作 (2007/5/4)
共演：大津貴子, 松尾貴臣, neQua

- Sunst Music Jack! @ サンストリート亀戸 (2007/5/26)
共演：千宝美, 藤田麻衣子
曲順：1.ひかりの差してるほうへ 2.ため息 3.天気雨 4.いつかすべて思い出になる 5.あなたのためにできること セッション：どんなときも (槇原敬之のカバー)

- しみりえpresents 歌娘 vol.8 はなうたまじり♪2 @ 新宿SACT! (2007/6/3)
シミズリエ＆笹生実久 ツーマンライブ
曲順：1.新曲(タイトル未定) 2.ため息 3.夕暮れ 4.あいたいよ 5.It's my life 6.ありふれた恋のおわり 7.泣きたいくらいに 8.天気雨 9.いつかすべて思い出になる 10.はなうたまじり セッション：ぷかぷかくらげ

- GARDEN LIVE @ リーフみなとみらい グランモール1F入口 (2007/6/9)
共演：Nostalgic-Scopes, 風鈴-fooling-

- シミズリエ インストアライブ&サイン・握手会 @ ストークマイティ (大阪市鶴見区) (2007/6/17)
関西で唯一『ありふれた恋のおわりに』を販売しているCDショップ ディスクハウス・マイティ主催のインストアイベント

- フリーライブ @ 鶴見はなぽーとブロッサム (大阪市鶴見区) (2007/6/17)

- chami企画ライブ @ 下北沢Heaven's Door (2007/6/18)
共演：おしゃれ泥棒, つづらはらりつ, chami

- フリーライブ @ OSCデオシティ新座 ゲートステージ (2007/6/23)
曲順：1stステージ 調査中 2ndステージ 1.ありふれた恋のおわり 2.天気雨 3.Skies are blue 4.ひかりの差してるほうへ 5.泣きたいくらいに

- 月のご馳走 vol.29 @ 江古田マーキー (2007/6/30)
共演：望月翠(オープニングアクト), 拝郷メイコ
曲順：1.いつかすべて思い出になる 2.ありふれた恋のおわり 3.ため息 4.ひかりの差してるほうへ 5.泣きたいくらいに 6.全身鏡 (川村結花のカバー) 7.Skies are blue

- OtterMusic主催 タナボタ祭り ～777～ @ 赤坂GRAFFITI (2007/7/7)
出演：フジタカズキ, クラプルーフ, ノラオンナ, 後藤冬樹　ゲスト：辻詩音, パジャマとネグリジェ, シミズリエ
曲順：Skies are Blue 他1曲

- @ 横浜CLUB24 (2007/7/11)
共演：NAOMI YOSHIMURA, あずままどか, 増井正樹
曲順：1.ありふれた恋のおわり 2.グレープフルーツ 3.ため息 4.泣きたいくらいに 5.Skies are blue

- プラネタリウムライブ「真夏ヲカジレ!!」 @ 渋谷多作 (2007/7/16)
共演：稲田光穂, 大西洋平, 拝郷メイコ
曲順：1.プラネタリウム(仮)(新曲) 2.夕暮れ 3.天気雨 4.あなたのためにできること 5.グレープフルーツ 6.Skies are blue

- GIRLS NIGHT vol.5 @ 飯田橋ラムラ1F 区境ホール (2007/7/20)
共演：フジモトタカコ
曲順：1stステージ 1.ありふれた恋のおわり 2.天気雨 3.夕暮れ 4.光の差してるほうへ 5.泣きたいくらいに 2ndステージ 1.いつかすべて思い出になる 2.ため息 3.ソラミミマボロシ(新曲) 4.プラネタリウム 5.あなたのためにできること 6.Skies are blue

- @ オーロラモール 東戸塚西武 4F 中央通路 (2007/7/28)
インストアライブWAVE東戸塚店後援
曲順：1stステージ 1.天気雨 2.ありふれた恋のおわり 3.あなたのためにできること 4.ひかりの差してるほうへ 5.泣きたいくらいに 2ndステージ 1.ため息 2.ありふれた恋のおわり 3.夕暮れ 4.プラネタリウム 5.泣きたいくらいに

- しみりえpresents 歌娘vol.9 夏歌娘 on the Beach☆ @ 鎌倉海の家／Day Dreamer's Deck (2007/8/4)
共演：ありましの, 木下直子

- GRAFFITI 12th Anniversary ～MID-SUMMER SPECIAL～ @ 赤坂GRAFFITI (2007/8/12)
共演：拝郷メイコ, イデハル, 坂本麗衣
曲順：1.ソラミミマボロシ 2.プラネタリウム 3.You've got a friend (キャロル・キングのカバー) 4.泣きたいくらいに 5.いつかすべて思い出になる 6.持たざる者の愛のうた 7.skies are blue

- フリーライブ @ 横浜ベイサイドマリーナ くじらの噴水前ステージ (2007/9/2)
曲順：1stステージ 1.ありふれた恋の終わりに 2.ため息 3.夕暮れ 4.プラネタリウム 5.泣きたいくらいに 2ndステージ 1.ありふれた恋の終わりに 2.初恋 3.プラネタリウム 4.あいたいよ 5.Skies are blue

- Live Pocket GARDEN @ 東京サンケイビル メトロスクエア (2007/9/4)

- フリーライブ @ OSCデオシティ新座 (2007/9/22)
曲順：1stステージ 1.ありふれた恋のおわり 2.初恋 3.ため息 4.プラネタリウム 5.ひかりの差してるほうへ 2ndステージ 1.天気雨 2.初恋 3.ため息 4.あなたのためにできること 5.プラネタリウム

- LIVE 魂のうた @ 江古田マーキー (2007/9/30)
共演：入日茜
曲順：1.いつかすべて思い出になる 2.グレープフルーツ 3.ひかりの差してるほうへ 4.天気雨 5.anytime anywhere 6.プラネタリウム 7.Stay with me セッション：LOVE LOVE LOVE (DREAMS COME TRUEのカバー)

- フリーライブ @ 川崎ラ チッタデッラ (2007/10/8)→中止

- デカルコライブミーティング'07 @ デカルコ (2007/10/21)

- Live Pocket GARDEN @ 東京サンケイビル メトロスクエア (2007/10/26)
曲順：1.いつかすべて思い出になる 2.ひかりの差してるほうへ 3.初恋 4.ため息 5.デスペラード(カバー) 6.プラネタリウム 7.あいたいよ 8.Stay with me

- 月のご馳走 vol.32 @ 江古田マーキー (2007/10/28)
出演：辻香織
曲順：1.あいたいよ 2.天気雨 3.好きになってよかった(加藤いづみのカバー) 4.ため息 5.あなたのためにできること 6.プラネタリウム 7.Stay with me

- しみりえpresents 歌娘vol.10 ヨコハマ歌娘 Deluxe★ @ 横浜Thumbs Up (2007/11/10)
オープニングアクト：坪坂茜, ひうらまさこ
曲順：1.ありふれた恋のおわり 2.いつかすべて思い出になる  3.あいたいよ 4.天気雨 5.Skies are blue 6.You've got a friend(キャロル・キングのカバー) 7.あいしてる(新曲) 8.ため息 9.グレープフルーツ 10.ひかりの差してるほうへ 11.冬 12.Stay with me 13.プラネタリウム EN-1.泣きたいくらいに EN-2.あなたのためにできること

- @ つるとんたん 新宿店 (2007/11/17)
曲順：1stステージ 1.デスペラード(カバー) 2.ひかりの差してるほうへ 3.プラネタリウム 4.Stay with me 2ndステージ 1.あいたいよ 2.「あいしてる」 3.ため息 4.夕暮れ 3rdステージ 1.グレープフルーツ 2.Skies are blue 3.ほんとのココロ 4.あなたのためにできること

- オムニバスマキシシングル『CUORE』発売記念イベント @ 渋谷多作 (2007/11/24)
出演：フジタカズキ(オープニングアクト), 坪坂茜, ひうらまさこ, 藤田麻衣子(ゲスト)
曲順：1.あいまい 2.天気雨 3.泣きたいくらいに 4.いつかすべて思い出になる 5.ひかりの差してるほうへ 6.プラネタリウム 7.あいしてる
※藤田麻衣子のM-2,3でシミズリエとのお互いの曲をセッション披露。ラストは出演者3人で「夜空ノムコウ」をセッション。

- フリーライブ @ ラ・フェット多摩 南大沢 (2007/12/1)

- COBSセミナー「クリスマス異業種交流会スペシャル」 @ 毎日コミュニケーションズ マイナビルーム (2007/12/13)

- @ つるとんたん 新宿店 (2007/12/18)

- しみりえpresents うたの宴 2007 ～今年はひとりだから「縁」じゃないの～ @ 代官山Caffe Cuore (2007/12/24)

### 2008年
- 新春艶姿'08 Special 3days @ 赤坂GRAFFITI (2008/1/5)
共演：ありましの, しほり, hàl

- 新春 ～月のご馳走～ @ 江古田マーキー (2008/1/19)
共演：成底ゆう子

- @ 新宿SACT! (2008/2/3)
共演：イダセイコ
- フリーライブ @ ラ・フェット多摩 南大沢 (2008/2/24)

### 2009年
- しみりえ presents 夏歌娘2009 @ 仙川 KICK BACK CAFE (2009/8/1)
共演：28日シミズリエ, 鈴木友美, 木下直子

- しみりえ presents 歌娘vol.14 歌娘フェス2009 @ 千歳船橋APOCシアター (2009/11/28,29)
共演：28日シミズリエ, 木下直子, 戸城佳南江, さとうさおり, 見田村千晴, 谷口深雪
共演：29日シミズリエ

### 2010年
- しみりえ presents 春歌娘 @ 赤坂GRAFFITI (2010/4/11)
共演：シミズリエ, 坂本麗衣, 戸城佳南江, (O.A.)chami

- しみりえ presents 雨歌娘 @ 千歳船橋APOCシアター (2010/6/6)
共演：シミズリエ, 佐藤ひろこ, 辻香織, (guest)ヒメノアキラ

- しみりえ presents 夏歌娘 @ 下北沢 風知空知 (2010/8/8)
共演：シミズリエ, 木下直子, 鈴木友美, (guest)chami

- しみりえ presents 歌娘FES 2010 @ 恵比寿 天窓.switch (2010/10/11)
共演：シミズリエ, 坂本麗衣, 戸城佳南江, chami, 辻香織, 佐藤ひろこ, 木下直子, 鈴木友美

- 歌娘番外編 シミズリエ単独公演 酒歌娘 @ 新宿SACT! (2010/12/22)
共演：シミズリエ

### 2011年
- ～休日のソラと、君のウタ。～紫陽花編～～ @ 赤坂GRAFFITI (2011/6/11)
共演：シミズリエ, 谷口深雪, 高田梢枝, 詩-uta-

- ～休日のソラと、君のウタ。～夏雲編～ @ 赤坂GRAFFITI (2011/7/3)
共演：シミズリエ, 幸美AMP, 僕たちが恋をする理由

- しみりえ presents 夏歌娘2011 IN Osaka @ なんば artyard studio (2011/8/7)
共演：シミズリエ, 谷口深雪, 木下直子, Suzuki Tomomi

- ～GRAFFITI 16th Anniversary～青い鳥が鳴く方へ　#43～ @ 赤坂GRAFFITI (2011/8/10)
共演：シミズリエ, 黒澤まどか, 深津ジュリ, 西野花音

- ～休日のソラと、君のウタ。お月見編～ @ 赤坂GRAFFITI (2011/9/19)
共演：シミズリエ, 坂本麗衣, いわさききょうこ, 是方貴美子

- ～October Song Book '11～ @ 赤坂GRAFFITI (2011/10/23)
共演：シミズリエ, 拝郷メイコ, 伊藤サチコ, 斉藤麻里

- シミズリエ  バースデーワンマンライブ "it's my life" @ 恵比寿 天窓.switch (2011/11/5)

- ～青い鳥が鳴く方へ 師走の特別編～ @ 赤坂GRAFFITI (2011/12/13)
共演：シミズリエ, 小林未郁, ツヅリ・ヅクリ, 大地穂

- しみりえ presents 歌娘vol.21 NOMADＸシミズリエ企画 "歌娘FES 2011～クリスマスですが、それが何か？～" @ 代官山 NOMAD (2011/12/25)
共演：シミズリエ, 木下直子, 坂本麗衣, furani, 斉藤麻里, 吉村かおり, 吉崎硝子, 郁彩

### 2012年
- ～新春艶姿2012 special 3days～ @ 赤坂GRAFFITI (2012/1/7)
共演：シミズリエ, 幸美AMP, 斉藤麻里, 木下直子

- ～February Song Book '12～ @ 赤坂GRAFFITI (2012/2/26)
共演：シミズリエ, 幸美美佳, いわさききょうこ, 鎌田純子

- ～4月になれば彼女は 2012～ @ 赤坂GRAFFITI (2012/4/15)
共演：シミズリエ, あずままどか, 三陽子

- ～紫陽花は夏のイントロ'12～ @ 赤坂GRAFFITI (2012/6/7)
共演：シミズリエ, 倉沢桃子, 世古武志(from SELLPICO), 石橋光